# Epotoransu! Mai
Epotoransu! Mai (エポトランス！舞?) è un manga in due volumi del 1995 di Yū Watase.

## Trama
Mai Kurahashi è una sedicenne timida e svampita, da sempre innamorata, anche se non corrisposta, di un suo compagno di classe, Hiroki Nimura, ragazzo buffo e ingenuo, con il quale però non riesce nemmeno ad avere una conversazione a causa della sua immensa timidezza. Tutto cambia il giorno del suo compleanno, quando i suoi genitori le regalano un'agendina elettronica dalla quale, dopo aver digitato per sbaglio la parola "epotoransu", esce fuori Takuma, la forma umana dell'agendina nel mondo elettronico. Takuma le spiega che esiste solo una possibilità su un miliardo che un uomo digiti questa parola che permette il contatto tra realtà elettronica ed umana, quindi, per premiarla della sua fortuna, diventa il suo "tutor in amore" e le concede una funzione aggiuntiva: se disegnerà sull'agendina il ritratto di una persona e ne digiterà il nome, Mai potrà trasformarsi in essa. In mezzo a trasformazioni, equivoci, situazioni imbarazzanti e rivali in amore, Mai scoprirà che essere se stessi è decisamente più semplice ed appagante.

## Personaggi
Mai KuranashiRagazzina sbadata e timidissima, ma seria nel professare il suo amore per Hiroki. Grazie a Takuma, la sua agendina elettronica, può trasformarsi in altre persone per poter parlare con il suo amato. Vorrebbe diventare bella e femminile come la sua compagna di classe Shirosaki-san, ma ha ancora molto da imparare prima di riuscire a raggiungerla.
Nimura HirokiRimasto orfano della madre, Hiroki vive con il padre e il fratello minore Satoshi. È un ragazzo decisamente infantile e ingenuo, ma molto gentile e disponibile. È un otaku esperto in travestimenti che riguardano i suoi personaggi preferiti, ed è un asso nel calcio. È innamorato di Shirosaki-san, la ragazza più bella della scuola, ma non è corrisposto. Si avvicinerà ben presto a Mai.
TakumaSi presenta come un aitante giovane, ma è l'ologramma di un abitante del mondo elettronico che possiede l'agendina che viene regalata a Mai per il suo compleanno. Non ha consistenza corporea, ma in compenso una lingua piuttosto tagliente, che non esita ad usare per ammonire la sua padrona circa i suoi strani comportamenti in amore. Il suo compito è aiutare la ragazzina a conquistare il cuore di Nimura.
Kojima TaeMigliore amica di Mai, è una ragazza maliziosa e sveglia che cerca in ogni modo di incoraggiare la protagonista a farsi avanti con Nimura.
Shirosaki HarunaConosciuta come “Madonna”, è la ragazza più bella e intelligente della scuola. Tutti i ragazzi sono innamorati di lei, compreso Nimura, ma lei sembra non essere interessata a nessuno. Dopo una serie di equivoci che vedono Mai trasformarsi in lei, Haruna le diventa amica e cerca di aiutarla a conquistare il suo amato.
Aizawa OrieRivale in amore di Mai, appena trasferitasi nella loro scuola, Orie si innamora di Nimura e cerca di conquistarlo facendo leva sul suo fascino. È calcolatrice e pronta a tutto per conquistare il ragazzo che le piace, ma è anche una ragazza vivace e divertente. Possiede anche lei un'agendina elettronica di nome Kate grazie alla quale può manipolare le parole delle persone e leggere i loro pensieri.
KateAgendina elettronica di Orie, ha le sembianze di una graziosa ragazza che fa di tutto per aiutare la sua padrona, donandole delle funzioni aggiuntive davvero utili e “pericolose”. Sta sempre appiccicata a Takuma.